# Ideal primer
En matemàtiques, un ideal primer és un conjunt inclòs en un anell que té unes propietats semblants a les que tenen els nombres primers dins l'anell dels nombres enters. El concepte d'ideal primer té important rellevància, no només dins la pròpia teoria d'anells de l'àlgebra abstracta sinó també en teoria algebraica de nombres i en l'aritmètica modular.

## Definició
Hi ha dues definicions molt esteses per aquest concepte. La primera, indica el concepte i diu:
- Un ideal I d'un anell A es diu que és primer si A ≠ I i quan dos ideals J1, J₂ ⊆ A compleixen que el seu producte J1J₂ està inclòs en I aleshores algun dels dos està també inclòs en I.

Aquesta definició reflecteix el punt de vista històric que va portar als ideals primers com a generalització dels nombres ideals primers, donat que en l'estudi de divisibilitat de ℤ, el concepte «J està inclòs en I» es correspon amb el de «I divideix J». Per tant, és una generalització de la propietat del lema d'Euclides.
La segona definició és, en canvi, més concisa i diu:
- Un ideal I d'un anell A és primer si i només si l'anell quocient A / I és un anell íntegre.

## Exemples
- A l'anell ℤ dels nombres enters, els ideals primers són exactament els de la forma (p), és a dir, els ideals principals generats per un nombre primer p.
- En un anell commutatiu unitari, tot ideal maximal és un ideal primer. De fet si és un anell principal, els ideals maximals i els primers coincideixen.

## Usos
Un àmbit on els ideals primers tenen especial importància és en la geometria algebraica. Allà, el conjunt d'ideals primers d'un anell s'anomena el seu espectre que es converteix en un espai topològic seguint la definició de la topologia de Zariski.